# Oxandra longipetala
Oxandra longipetala R.E.Fr. – gatunek rośliny z rodziny flaszowcowatych (Annonaceae Juss.). Występuje naturalnie w Nikaragui, Kostaryce oraz Panamie. 

## Morfologia
PokrójZimozielone drzewo dorastające do 4 m wysokości.
LiścieMają kształt od eliptycznego do podłużnie owalnego. Mierzą 4–8,5 cm długości oraz 2–3,5 cm szerokości. Nasada liścia jest prawie sercowata. Blaszka liściowa jest zawinięta na brzegu o spiczastym wierzchołku. Ogonek liściowy jest owłosiony i dorasta do 1 mm długości.
KwiatySą zebrane po kilka w pęczki, rozwijają się w kątach pędów. Działki kielicha mają owalny kształt i dorastają do 1 mm długości. Płatki mają podłużnie równowąski kształt i osiągają do 12 mm długości. Kwiaty mają około 100 pręcików i 9–13 owocolistków.
OwoceSą pojedyncze, siedzące. Osiągają 11 mm długości i 5 mm szerokości.

## Biologia i ekologia
Rośnie w lasach podzwrotnikowych (częściowo zimozielonych). Występuje na wysokości do 1000 m n.p.m.